# شاهزاده رانیری، دوک کاسترو
شاهزاده رانیری ماریا گائتانو، دوک کاسترو (۳ دسامبر ۱۸۸۳–۱۳ ژانویه ۱۹۷۳) دارای مقام ریاست خانه بوربن-دو سیسیلی بود.

## زندگی‌نامه
او در کن، فرانسه، نهمین فرزند، اما پنجمین پسر شاهزاده آلفونسو، کنت کازرت و شاهزاده خانم ماریا آنتونیتا از بوربن دو سیسیل (۱۸۵۱–۱۹۳۸) به دنیا آمد). رانیری مدتی در سلطنت ارتش اسپانیا خدمت کرد.